# Cemerîske, Zvenîhorodka
Cemerîske (în ucraineană Чемериське) este localitatea de reședință a comunei Cemerîske din raionul Zvenîhorodka, regiunea Cerkasî, Ucraina.

## Demografie
Componența lingvistică a localității Cemerîske
     Ucraineană (99,59%)
     Alte limbi (0,41%)
Conform recensământului din 2001, majoritatea populației localității Cemerîske era vorbitoare de ucraineană (99,59%), existând în minoritate și vorbitori de alte limbi.